# 小野善太郎
小野 善太郎（おの ぜんたろう、1875年8月5日 - 1965年7月19日）は日本のメソジスト派の牧師である。
1875年（明治8年）に旧二本松藩士・小野善明の長男として、福島県安達郡岳下村に生まれる。1892年（明治25年）に長野市にいた時17歳で平岩愃保から洗礼を受ける。東洋英和学校に入学し、メソジストの教職になり、1893年（明治26年）に按手礼を受ける。
1902年（明治35年）甲府市有朋義塾の二代塾長になる。1903年（明治36年）に日下部教会の牧師になる。1907年（明治40年）にカナダに留学する。1910年（明治43年）に帰国し、1913年（大正2年）に関西学院の礼拝主事（チャプレン）になる。
1920年（大正9年）には甲府教会の牧師になる。1925年（大正14年）に本郷中央会堂（現・日本基督教団本郷中央教会）の牧師になる。1929年に再び日下部教会の牧師になり、さらに1933年（昭和8年）に甲府教会牧師に再任する。甲府教会で戦時中を過ごし、甲府空襲で会堂が焼失するが、戦後会堂を再建する。
1959年85歳で牧師を引退する。1965年、沼津市で死去する。